# Air Sarthe Organisation
Air Sarthe Organisation (Code OACI: ASO), était une ancienne compagnie aérienne régionale française basée sur l'aéroport du Mans, effectuant du transport à la demande et des liaisons aériennes régulières.

## Histoire
La compagnie Air Sarthe Organisation ASO) débutait ses activités en tant que compagnie d'avion taxi (transport à la demande) en 1987.
Elle était basée sur l'aéroport du Mans - Arnage.
La compagnie obtenait l'autorisation de transporter des passagers réguliers quotidiennement et du fret dans les pays Méditerranéen en juillet 1988,.
Elle commençait alors l'exploitation de lignes régulières vers Lyon au départ des aéroports du Mans et d'Angers - Avrillé dès 1989,,.
Elle permettait à la compagnie Air Armorique de Noël Le Graët de débuter en 1992 sous son pavillon. Air Armorique basé sur l'aéroport de Saint-Brieuc possédait également un Beechcraft 65-C90 comme ASO.
Air Sarthe Organisation cessait ses activités en 1993.

## Le réseau
- Le Mans - Lyon
- Angers - Lyon

## Flotte
- Beechcraft C90 King Air immatriculé F-BXAP[10],[11].